# Frederick Edward Hulme
|  | Dieser Artikel wurde aufgrund von formalen oder inhaltlichen Mängeln in der Qualitätssicherung Biologie zur Verbesserung eingetragen. Dies geschieht, um die Qualität der Biologie-Artikel auf ein akzeptables Niveau zu bringen. Bitte hilf mit, diesen Artikel zu verbessern! Artikel, die nicht signifikant verbessert werden, können gegebenenfalls gelöscht werden. Lies dazu auch die näheren Informationen in den Mindestanforderungen an Biologie-Artikel. |

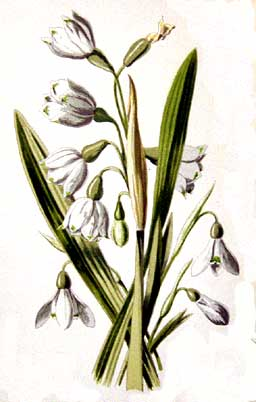
Märzenbecher (oben) und Schneeglöckchen (unten) nach Hulme

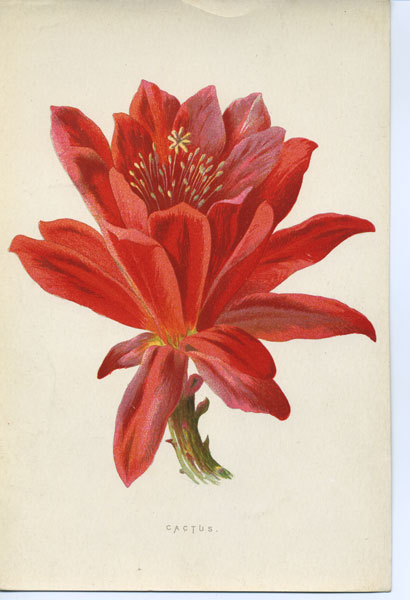
Kaktusblüte nach Hulme

Frederick Edward Hulme (* März 1841 in Hanley (Stoke-on-Trent); † 10. April 1909 in Kew) war ein britischer Lehrer und Botaniker.

## Leben und Wirken
Hulme wurde als Sohn des Künstlers Frederick William Hulme und dessen Frau Caroline in Hanley geboren. Im Jahre 1844 zog die Familie, auf Grund der Arbeit des Vaters, nach London, wo Hulme das Royal College of Art besuchte. Er war Botaniker, Antiquitätenhändler und beschäftigte sich mit Naturgeschichte. Am 18. März 1869 wurde Hulme in die Linnean Society of London gewählt. Im Jahre 1886 wurde er Professor am King’s College London und lehrte dort Zeichnen. Hulme starb in seinem Haus in Kew.

## Schriften (Auswahl)
Allgemein
- 1868: Plant Form
- 1878: Familiar wild flowers
- 1880: Suggestions in Floral Design
- 1902: Wild fruits of the country-side
- 1903: Butterflies and moths of the countryside
- 1907: Wild Flowers in their Seasons
- 1908: Familiar Swiss flowers

Prosa
- Art, Myths, Archaeology and Proverbs
- A history of the town and college of Marlborough

Illustration
- Sylvan spring
- Familiar garden flowers